# Pantserwantsen
De pantserwantsen of juweelwantsen (Scutelleridae) zijn een familie uit de onderorde van de wantsen (Heteroptera) en de orde halfvleugeligen (Hemiptera). De familie wordt ook wel als 'schildwantsen' aangeduid maar er zijn meer families die deze naam dragen wat tot verwarring leidt. De groep werd voor het eerst wetenschappelijk beschreven door William Elford Leach in 1815. 

## Uiterlijke kenmerken
De wantsen zijn 5 tot 20 mm lang en hebben een eironde tot langwerpig-eivormige lichaamsbouw. De soorten in Nederland zijn onopvallend gekleurd, maar er zijn ook zeer opvallend gekleurde soorten met een breed scala van rode, blauwe, groene of gele tinten en vaak met een metallic glans, waardoor ze tot de meest kleurrijke wantsen behoren. Voor die soorten is de naam juweelwants meer van toepassing. Opvallende geslachten zijn Calidea, Chrysocoris, Cryptacrus, Cosmocoris, Poecilocoris en Scutellera. De pantserwantsen hebben een sterk vergroot, gebogen scutellum (schildje), dat het achterlijf geheel of bijna bedekt. Vandaar de wetenschappelijke naam Scutelleridae. Schildwants zou dus een juiste naam zijn, maar dat levert verwarring op met de familie schildwantsen (Pentatomidae). Daarom is voor de naam pantserwantsen gekozen. Ze kunnen makkelijk verward worden met kevers. Net als veel andere wantsensoorten hebben wantsen uit de familie Scutelleridae stinkklieren.

## Verspreiding
Vertegenwoordigers van de familie pantserwantsen komen wereldwijd voor. De meeste soorten zijn te vinden in de tropen en subtropen, waar de meeste felgekleurde soorten voorkomen.   

## Leefwijze
Alle soorten voeden zich door het opzuigen van plantensappen. Sommige soorten worden beschouwd als schadelijk omdat ze aan landbouwgewassen zuigen. Tectocoris diophthalmus is bijvoorbeeld in Australië een plaag voor katoenplanten en andere gewassen uit de kaasjeskruidfamilie. Bij een aantal soorten is broedzorg gedocumenteerd. Zo bewaken de vrouwtjes van Pachycoris torridus, Tectocoris diophthalmus en Canato ocellatus hun eieren.

## Voorbeelden van opvallend gekleurde Scutelleridae

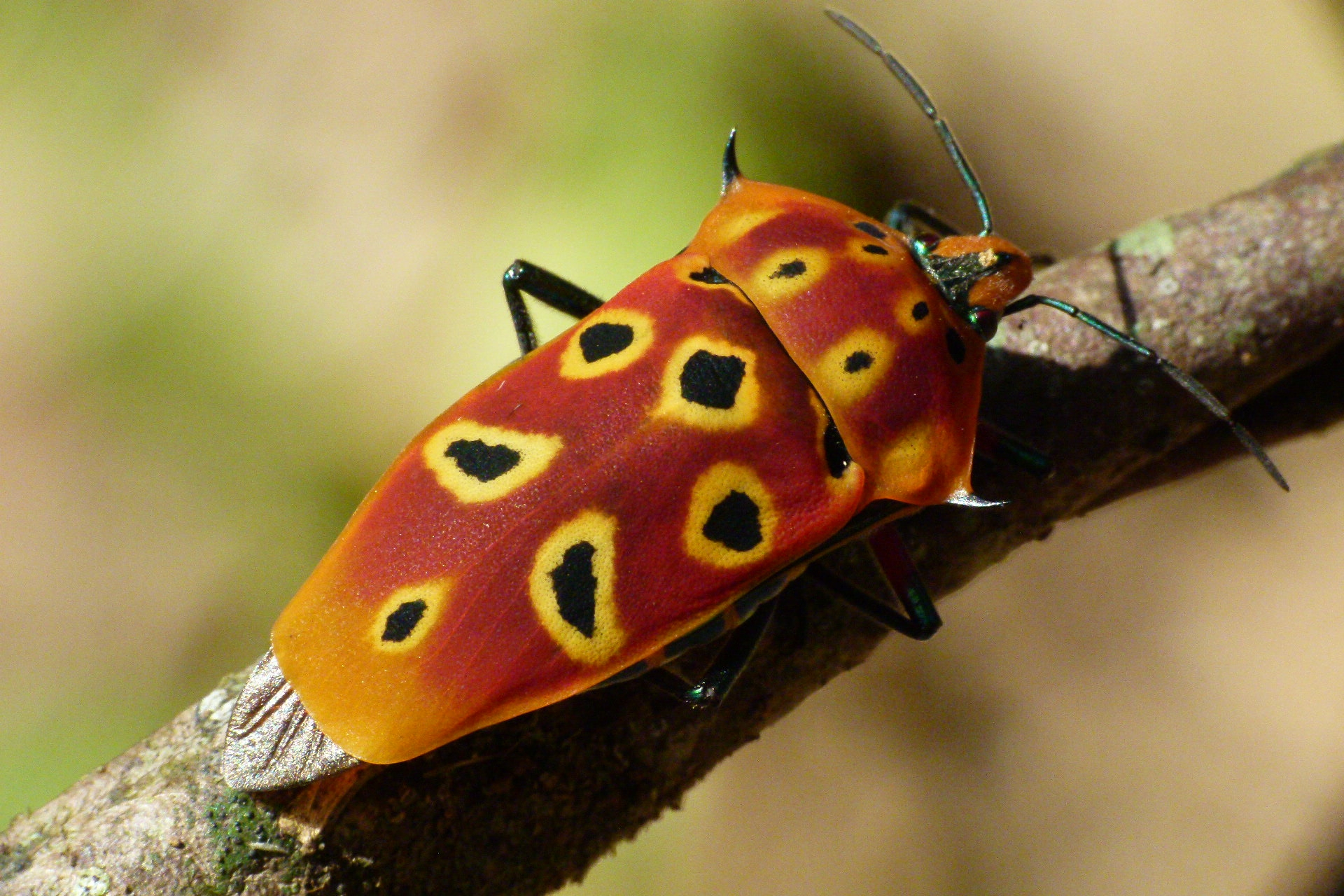
Cantao ocellatus uit Azië
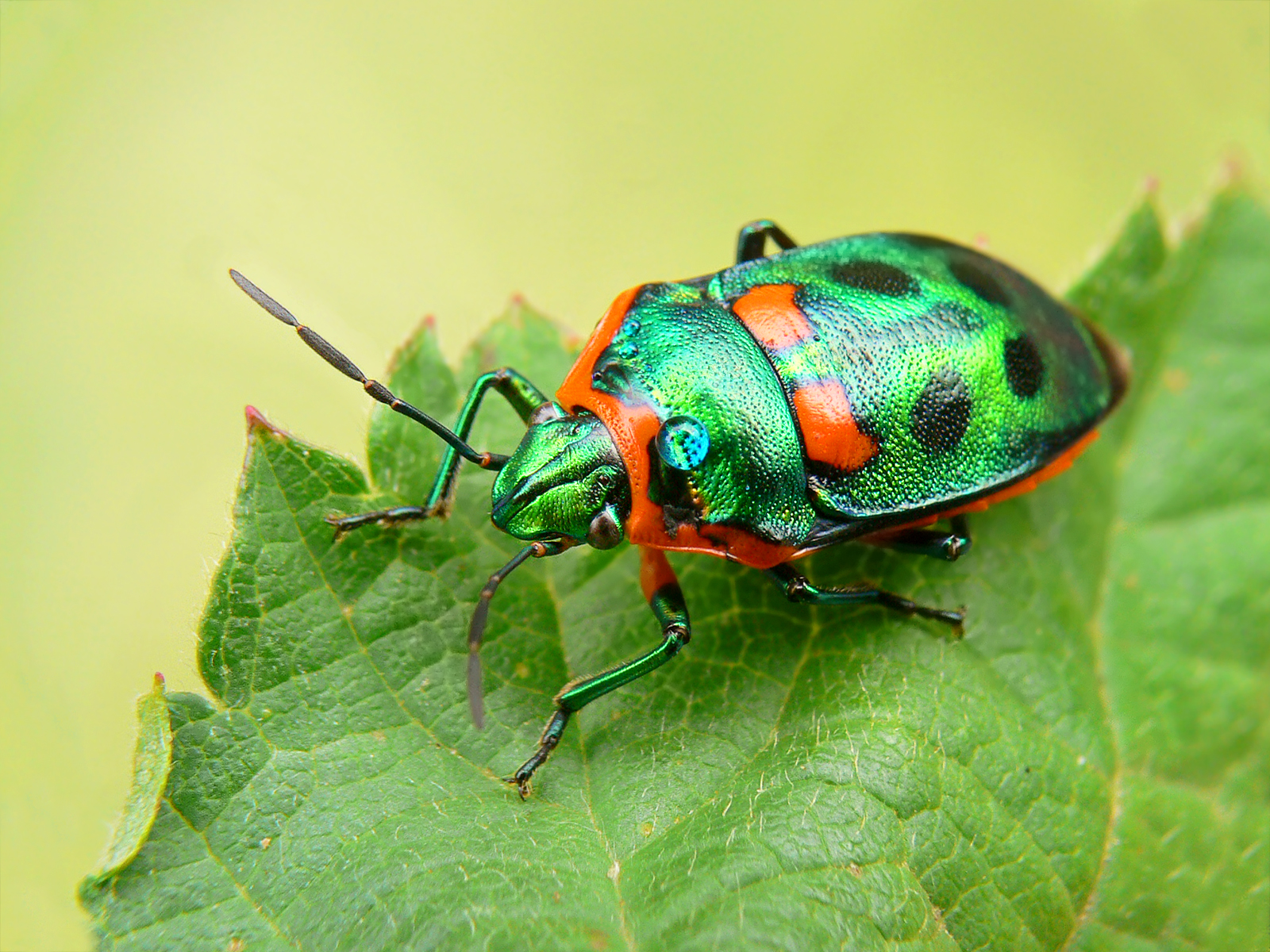
Scutiphora pedicellata uit Australië
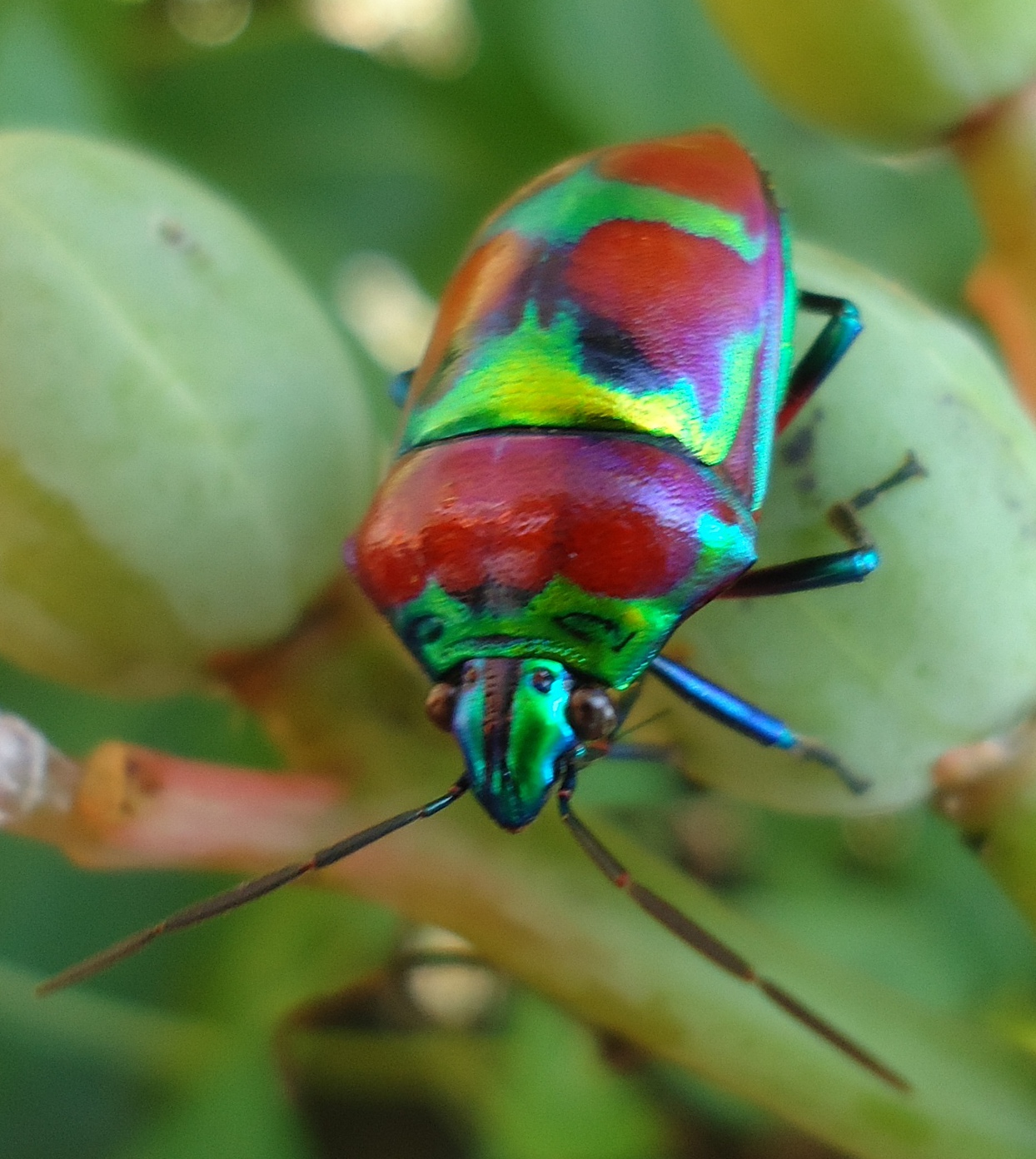
Een juweelwants uit de Filipijnen
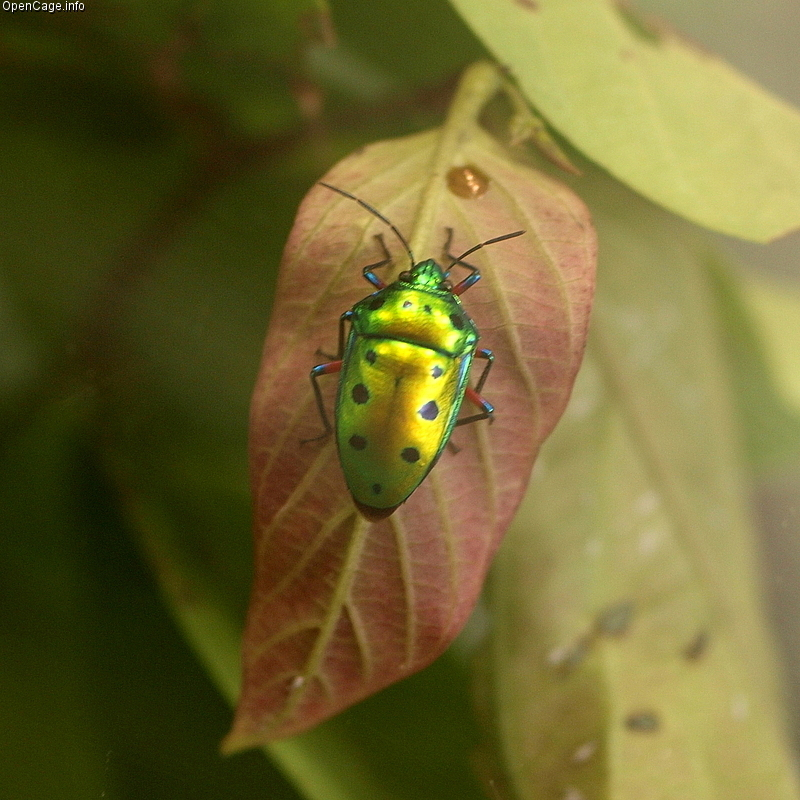
Calliphera excellens uit Japan

## Taxonomie
William Elford Leach beschreef Scutelleridae in 1815 voor het eerst. Fever (1861) en Stål (1867) heeft de groep als familie beschreven. Kirkaldy (1909) classificeerde de Scutelleridae als een onderfamilie van schildwantsen (Pentatomidae), Van Duzee (1917) zag ze weer als familie. Deze visie volgde ook de meeste latere auteurs. Schuh & Slater (1995) verdeelde de familie in de vier onderfamilies Eurygastrinae, Odontotarsinae, Pachycorinae en Scutellerinae. McDonald & Cassis (1984) beschreven Tectocorinae en Elvisurinae ook als onderfamilie. Deze indeling wordt nog steeds aangehouden.
De familie Scutelleridae door McDonald & Cassis en Grazia onderverdeeld in onderfamilies.
- Onderfamilie: Elvisurinae Stål, 1872
  - Austrotichus Gross, 1975
  - Coleotichus White, 1839
  - Elvisura Spinola, 1837
  - Solenosthedium Spinola, 1837
  - Solenotichus Martin, 1897
- Onderfamilie: Pachycorinae Amyot & Audinet-Serville, 1843
  - Acantholomidea Sailer, 1945
  - Agonosoma Laporte, 1833
  - Ascanius Stål, 1868
  - Brailovskylus Eger, 2017
  - Camirus Stål, 1862
  - Chelycoris Bergroth, 1891
  - Chelyschema Bergroth, 1891
  - Coptochilus Amyot & Serville, 1843
  - Crathis Stål, 1861
  - Diolcus Mayr, 1864
  - Dystus Stål, 1862
  - Ephynes Stål, 1868
  - Galeacius Distant, 1889
  - Homaemus Dallas, 1851
  - Lobothyreus Mayr, 1864
  - Misippus Stål, 1868
  - Nesogenes Horváth, 1921
  - Orsilochides Kirkaldy, 1909
  - Pachycoris Burmeister, 1835
  - Polytes Stål, 1868
  - Sphyrocoris Mayr, 1864
  - Stethaulax Bergroth, 1891
  - Symphylus Dallas, 1851
  - Testrina Walker, 1867
  - Tetyra Fabricius, 1803
  - Thanasimosphaeria Kirkaldy, 1909
  - Tiridates Stål, 1868
- Onderfamilie: Eurygastrinae Amyot & Audinet-Serville, 1843
  - Eurygaster Laporte, 1833
  - Polyphyma Jakovlev, 1877
  - Ceratocranum Reuter, 1890
  - Periphima Jakovlev, 1889
  - Periphymopsis Schouteden, 1904
  - Promecocoris Puton, 1886
  - Psacasta Germar, 1839
  - Xerobia Stål, 1873
  - Chrysophara Stål, 1873
- Onderfamilie: Hoteinae Carapezza, 2008
  - Deroplax Mayr, 1864
  - Ellipsocoris Mayr, 1864
  - Hotea Amyot & Serville, 1843
- Onderfamilie: Odontoscelinae Amyot & Serville, 1843
  - Holonotellus Horváth, 1890
  - Irochrotus Amyot & Serville, 1843
  - Odontoscelis Laporte, 1833
- Onderfamilie: Odontotarsinae Mulsant & Rey, 1865
  - Ahmadocoris Carapezza, 2009
  - Alphocoris Germar, 1839
  - Melanodema Jakovlev, 1880
  - Odontotarsiellus Hoberlandt, 1955
  - Odontotarsus Laporte, 1833
  - Urothyreus Horváth, 1921
  - Euptychodera Bergroth, 1908
  - Fokkeria Schouteden, 1904
  - Morbora Distant, 1899
  - Phimodera Germar, 1839
  - Vanduzeeina Schouteden, 1904
- Onderfamilie: Scutellerinae Leach, 1815
  - Anoplogonius Stål, 1873
  - Augocoris Burmeister, 1835
  - Bathistaulax Bergroth, 1912
  - Brachyaulax Stål, 1871
  - Calidea Laporte de Castelnau, 1832
  - Calliphara Germar, 1839
  - Cantao Amyot & Audinet-Serville, 1843
  - Choerocoris Dallas, 1851
  - Chrysocoris Hahn, 1834
  - Cosmocoris Stål, 1865
  - Cryptacrus Mayr, 1864
  - Eucorysses Amyot & Audinet-Serville, 1843
  - Fitha Walker, 1867
  - Gonaulax Schouteden, 1903
  - Graptocoris Stål, 1865
  - Graptophara Stål, 1865
  - Heissiphara Cassis & Vanags, 2006
  - Lamprocoris Stål, 1864
  - Lampromicra Stål, 1873
  - Nissania Lehmann, 1922
  - Notacalliphara Lyal, 1979
  - Paracalliphara Lyal, 1979
  - Poecilocoris Dallas, 1848
  - Procilia Stål, 1865
  - Scutellera Lamarck, 1801
  - Scutiphora Guérin-Méneville, 1831
  - Tetrarthria Dallas, 1851
  - Chiastosternum Karsch, 1895
  - Hyperoncus Stål, 1871
  - Sphaerocoris Burmeister, 1835
  - Steganocerus Mayr, 1864
- Onderfamilie: Tectocorinae McDonald & Cassis, 1984
  - Tectocoris Hahn, 1834

Het volgende geslacht is niet onder een van de onderfamilies ingedeeld:
- Rhinolaetia Schouteden, 1965

## In Nederland waargenomen soorten
- Genus: Eurygaster
  - Eurygaster austriaca - (Grote pantserwants)
  - Eurygaster maura - (Schaarse pantserwants)
  - Eurygaster testudinaria - (Gewone pantserwants)
- Genus: Odontoscelis
  - Odontoscelis fuliginosa - (Grote behaarde pantserwants)
  - Odontoscelis lineola - (Kleine behaarde pantserwants)
- Genus: Phimodera
  - Phimodera humeralis - (Zandzeggepantserwants)